# شون آيرلادند
شون آيرلادند هو متزلج سريع كندي، ولد في 14 نوفمبر 1969 في ميسيساغا في كندا.

## وصلات خارجية
- شون آيرلادند على موقع IMDb (الإنجليزية)

- شون آيرلادند على موقع SpeedSkatingBase.eu (الإنجليزية)
- شون آيرلادند على موقع SpeedSkatingNews.info (الإنجليزية)
- شون آيرلادند على موقع SpeedSkatingStats.com (الإنجليزية)
- شون آيرلادند على موقع اللجنة الأولمبية الدولية (الإنجليزية)
- شون آيرلادند على موقع أوليمبيديا (الإنجليزية)